# Der Mann mit dem Zylinder
Der Mann mit dem Zylinder ist ein Musikalisches Lustspiel in drei Akten von Just Scheu, das der Operette nahesteht. Das Libretto entstand in Gemeinschaftsarbeit des Komponisten mit Ernst Nebhut. Das Stück erlebte seine Uraufführung am 12. April 1950 an den Städtischen Bühnen Frankfurt am Main. Es war der größte Erfolg des bewährten Autorengespanns und errang in den 50er Jahren des vorigen Jahrhunderts während mancher Spielzeiten die höchste Aufführungszahl aller Operetten im deutschen Sprachraum.

## Handlung

### Ort und Zeit
Das Werk spielt im kleinen Salon im Palais des Präsidenten der Republik Frankreich in Paris Ende 1852, wenige Tage vor der Krönung Louis Napoléons zum Kaiser Napoléon III.

### Erster bis dritter Akt
Gräfin Eugénie ist untröstlich. Hat es doch jemand gewagt, letzte Nacht ihr geliebtes Hündchen zu entführen! Aber wozu ist sie schließlich mit Napoléon, dem Präsidenten der Republik Frankreich, verlobt?  Gleich in aller Frühe will sie ihn aufsuchen und seine Hilfe erbitten, muss aber feststellen, dass er nicht zu Hause ist. Statt seiner trifft sie Cicero, den ranghöchsten Polizisten der Hauptstadt, in Napoléons kleinem Salon an. Auch Cicero wartet schon eine geraume Zeit auf seinen Vorgesetzten. 
Das Warten hat sich gelohnt, denn irgendwann taucht dann doch der Herr des Hauses auf. Dass er seinen Polizeichef in seinem Arbeitszimmer antrifft, stört ihn weniger; dass aber auch Eugénie schon hier ist, berührt ihn peinlich. Doch er ist intelligent genug, immer eine passende Ausrede zur Hand zu haben. So versichert er seiner Braut, in der vergangenen Nacht sei es ihm endlich gelungen, sich mit seinem größten Feind, dem Straßensänger Boubou, auszusöhnen, ja sogar Freundschaft zu schließen. Davon hänge auch sehr viel ab, zumal in wenigen Tagen das Volk zur Abstimmung gerufen werde, um einen Kaiser zu wählen. Boubou ist ein überzeugter Republikaner, dem viele Teile des Volkes zujubeln, wenn er sein Spottlied über den „Mann mit dem Zylinder“ zum Besten gibt, womit natürlich kein Geringerer als der Präsident selbst gemeint ist. Als Eugénie am Frack ihres Verlobten ein blondes Frauenhaar entdeckt und eine Erklärung von ihm verlangt, kann sich Napoléon nur aus der Affäre ziehen, indem er ihr erklärt, er müsse jetzt dringend unter vier Augen dem Nachtrapport seines Polizeichefs lauschen. Dabei erfährt er, dass der den Straßensänger verhaften ließ. Um vor Eugénie nicht als Lügner dazustehen, weist er Cicero an, sofort Boubou zu holen, damit die Sache mit ihm geklärt werden könne.
Boubou ist vom Verlangen des Präsidenten völlig überrascht. Dessen Zusicherung aber, er werde nie mehr verhaftet, wenn er ihm Eugénie gegenüber zu einem Alibi verhülfe, lässt seinen anfänglichen Argwohn rasch dahinschmelzen. Zu verlockend ist das Angebot, künftig gefahrlos singen zu dürfen, was, wann und wo er wolle.
Wenig später taucht wieder Cicero in dem Palais auf und verkündet stolz seinem Chef, er habe Boubou auf frischer Tat ertappt, als der vor dem Palais erneut sein Lied vom „Mann im Zylinder“ geträllert habe. Deshalb sei er auch schon wieder hinter Gittern. Betreten hört der Polizeichef von dem Deal, den der Präsident mit dem Straßensänger getroffen hat. Er eilt davon, um Boubou sogleich wieder auf freien Fuß zu setzen.
Endlich findet Eugénie Gelegenheit, ihrem Verlobten die näheren Umstände des Hundediebstahls zu schildern: Ein Mann sei über den Balkon in ihr Zimmer gestiegen. Erst habe sie geglaubt, es sei Napoléon. Deshalb habe sie sich auch leidenschaftlich von ihm küssen lassen. Die schmerzliche Wahrheit sei ihr aber erst bewusst geworden, als der Fremde wieder verschwunden sei und ihr liebes Hündchen gefehlt habe.
Eine forsche Dame verschafft sich gewaltsam Einlass ins Präsidentenpalais. Sie nennt sich Jolie und will unbedingt den Staatschef sprechen. Als sich die beiden gegenüberstehen, sind sie gegenseitig überrascht; denn Napoléon hatte sich in der Nacht auf der Flucht vor Revolutionären in das nächstbeste Haus gerettet. Dabei traf er auf jene Jolie und himmelte sie an, als wäre sie seine Geliebte. Nun will Jolie schnellstmöglich ihren Gatten, den Straßensänger Boubou, zurückhaben. Als sie von Napoléon vernimmt, er habe bereits dessen Freilassung angeordnet, fällt ihr ein Stein vom Herzen. Bereitwillig lässt sie sich auf ein Tänzchen mit dem Präsidenten ein. Just in diesem Augenblick betritt wieder Boubou den Salon. Diesmal hatte ihn die Gräfin rufen lassen. Als Boubou seine Frau in den Armen Napoléons tanzen sieht, packt ihn die Eifersucht. Wütend schleudert er ihr vernichtende Blicke zu. Um Jolie vor ihrem Gatten zu retten, zieht sich Napoléon mit ihr in die Orangerie zurück.
Aus der Plauderei zwischen Eugénie und Boubou entwickelt sich ein handfester Flirt. Die Gräfin ist aber viel zu klug und ehrgeizig, um nicht der Gefahr zu erliegen, die dieses Techtelmechtel für sie haben könnte. Ihr sehnlichster Wunsch ist, Kaiserin zu werden. Alles andere ist nur zweitrangig. Folglich schickt sie Boubou wieder fort.
Der übereifrige Polizeichef hat Boubou ein drittes Mal verhaften lassen, diesmal wegen Hundediebstahls. Jetzt aber kommt dem Straßensänger sein Abkommen mit dem Präsidenten zugute. Ihn ruft er als Entlastungszeugen an, weil er doch die ganze Nacht mit ihm zusammengesessen und Freundschaft gefeiert habe. Boubou ist wieder frei. Nun verkündet Cicero stolz, er habe auch eine gute Nachricht für Napoléon: Seine wertvolle Tabaksdose, die er seit heute Morgen vermisse, sei bei einer Hausdurchsuchung aufgetaucht. Am Blick seines Chefs bemerkt der Polizist, dass er sich fast verplappert hat und beendet seinen Satz mit den Worten „... bei Napoléons Freund Boubou, wo er sie liegen ließ.“ Sowohl die Gräfin als auch Boubou fallen nicht auf das falsche Spiel herein, das die beiden mit ihnen treiben wollen. Eugénie weiß jetzt, dass ihr zukünftiger Gatte sie mit Jolie betrügen wollte, und Boubou hat seine Frau im Verdacht, ihn mit dem Präsidenten hintergangen zu haben. Schon ist die Luft unheilschwanger angefüllt mit zwei drohenden Ehekrächen. Die beiden Damen sind jedoch viel zu schlau, um die Lage eskalieren zu lassen. Jolie bietet den ganzen Charme von Paris auf und zwingt ihren Gatten förmlich zur Versöhnung. Der kühl kalkulierenden Eugénie ist die Aussicht, Kaiserin zu werden, wichtiger als die Liebe.
Am Ende des musikalischen Lustspiels überreicht Napoléon zum Dank Boubou seinen Zylinder und spornt ihn an, mit dem Schreiben von Liedern nicht nachzulassen. Ihn und seine Frau bittet er, bei der Kaiserkrönung seine Ehrengäste zu sein.

## Musik
Das Werk ist für singende Schauspielerinnen und Schauspieler gedacht, weshalb Angaben zu den Stimmlagen fehlen. Eines Orchesters bedarf es auch nicht; der Komponist schreibt lediglich zwei Flügel oder Klaviere vor. Nach Belieben können noch Gitarre und Kontrabass dazu kommen. Die Singstimmen werden von den Instrumenten federleicht und nur grundierend begleitet. Dieses musikalische Bühnenwerk weist sowohl Elemente der Operette als auch Anzeichen eines Musicals auf. Wegen der kleinen Besetzung hat es seine Heimat in den Kammertheatern.

## Hörspielbearbeitungen
- 1950: Der Mann mit dem Zylinder - Bearbeitung: N. N.; Regie: Karlheinz Schilling; Produktion: Hessischer Rundfunk; Erstsendung: 11. August 1950 | 85'00 Minuten

Sprecher:
- - Just Scheu:	Napoleon
  - Anita Mey:	Eugenie
  - Else Knott:	Jolie
  - Michael Arco:	Cicero
  - Jörn Anderson:	Bou Bou

- - Musiker: Maria Mucke (Singstimme)

- 1952: Der Mann mit dem Zylinder – Bearbeitung und Regie: Fritz Benscher; Produktion: Bayerischer Rundfunk; Erstsendung: 27. November 1952 | 105'00 Minuten

Sprecher:
- - Ernst Fritz Fürbringer:	Louis Napoleon, Präsident der Republik
  - Maria Wimmer:	Gräfin Eugenie
  - Fritz Benscher:	Cicero, Polizeichef von Paris
  - Arno Assmann:	Boubou
  - Bruni Löbel:	Jolie
  - Kurt Marquardt:	Jakob, Diener